# Prix Nobel de la paix 2012
Le prix Nobel de la paix 2012 est attribué à l'Union européenne, en tant que personne morale, pour l'ensemble de ses actions en faveur « de la paix et de la réconciliation, la démocratie et les droits de l'homme en Europe », de la fondation de la CECA en 1952, à l'extension de la CEE, puis de l'UE, de 6 à 28 États membres.

« L'Union européenne et ses prédécesseurs ont, au cours de ces six dernières décennies, contribué à promouvoir la paix, la réconciliation, la démocratie et les droits de l'homme en Europe. »

— Déclaration du Comité Nobel
La décision annoncée par le comité Nobel norvégien, le 12 octobre 2012, met en avant la réconciliation franco-allemande ; deux des membres fondateurs de la CECA et de la CEE ; amorcée après la Seconde Guerre mondiale et le rôle de la CEE dans les transitions démocratiques engagées en Grèce, en Espagne et au Portugal (dans les années 1980), en Europe de l'Est et en Europe centrale, dans les Balkans et en Turquie, et ce, afin d'être en conformité avec les critères d'adhésions de l'UE,.

## Déroulement

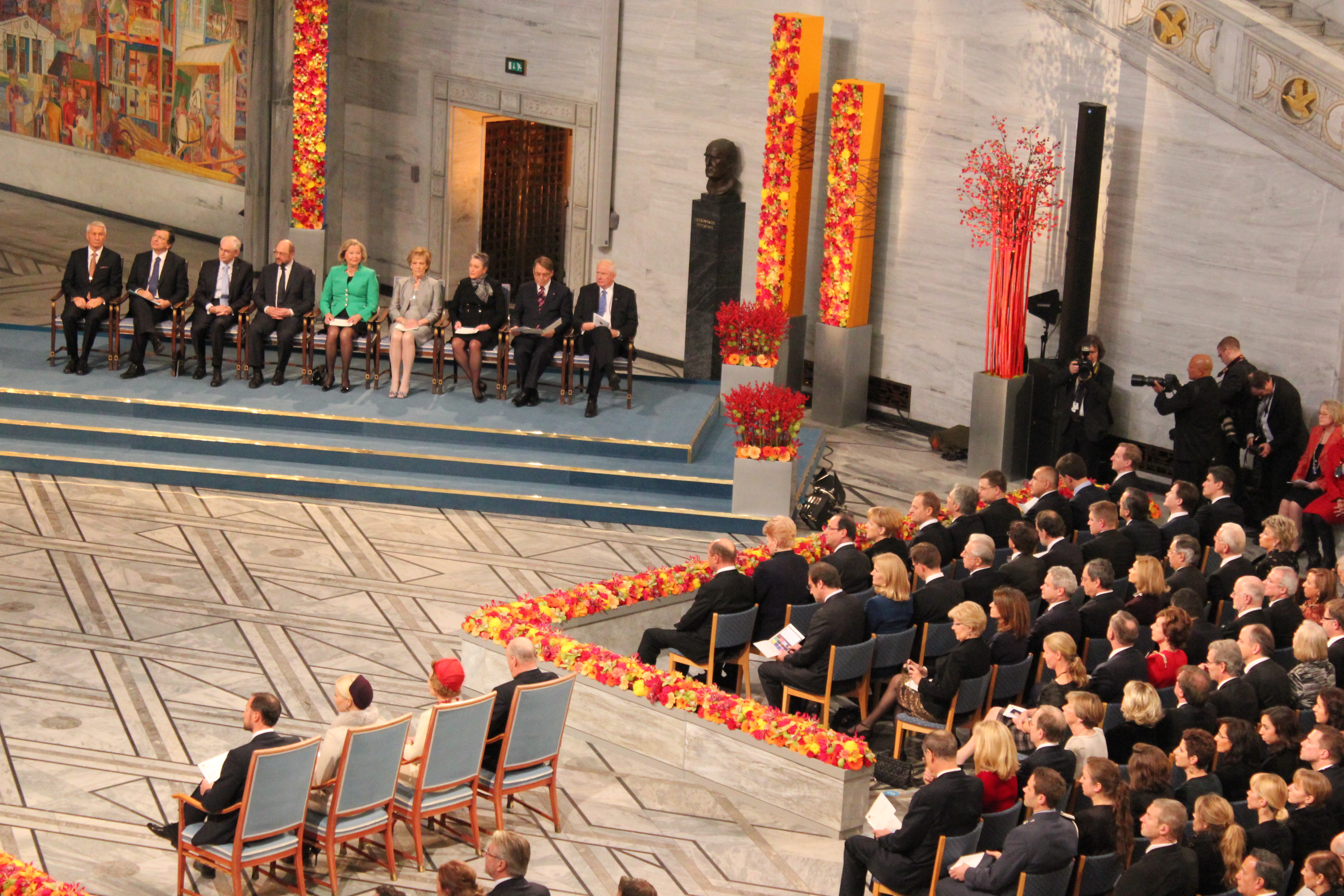
Cérémonie de remise du prix à Oslo.

Pour le prix 2012, le comité Nobel réuni à Oslo en Norvège, au Centre Nobel de la paix, a reçu 231 candidatures valides ; 43 étaient des candidatures d'organisations nationales ou internationale et 188 personnes étaient des personnes seules, en groupe ou représentant des organisations. Suivant le processus de désignation, les dernières candidatures ont été enregistrées fin février, la décision a été prise entre avril et août et publiquement annoncée le 12 octobre 2012.
Les cinq membres du comité ont été nommés par le Parlement norvégien (Storting), avec pour président, Thorbjørn Jagland, membre du parti travailliste norvégien et secrétaire général du Conseil de l'Europe. Les autres membres ont été choisis pour représenter la diversité politique du Storting.

## Récompense
La cérémonie de remise du prix s'est tenue le 10 décembre 2012 en présence du roi de Norvège Harald V et de la famille royale, des présidents de la Commission européenne (José Manuel Durão Barroso), du Conseil européen (Herman Van Rompuy) et du Parlement européen (Martin Schulz) et d'une vingtaine de chefs d'État et de gouvernement européens,.
La somme de 8 millions de couronnes (environ 900 000 euros) reçue en récompense par l'Union européenne a été investie en totalité dans une initiative finançant des projets humanitaires ciblant les enfants des régions affectées par les conflits, en leur offrant un accès à l’école. Le financement du projet appelé « initiative des Enfants de la Paix de l'UE » s'élève à près de 24 millions d'euros en 2015 et a permis à 1,5 million d'enfants de bénéficier d'une aide dans 26 pays différents.

## Réactions

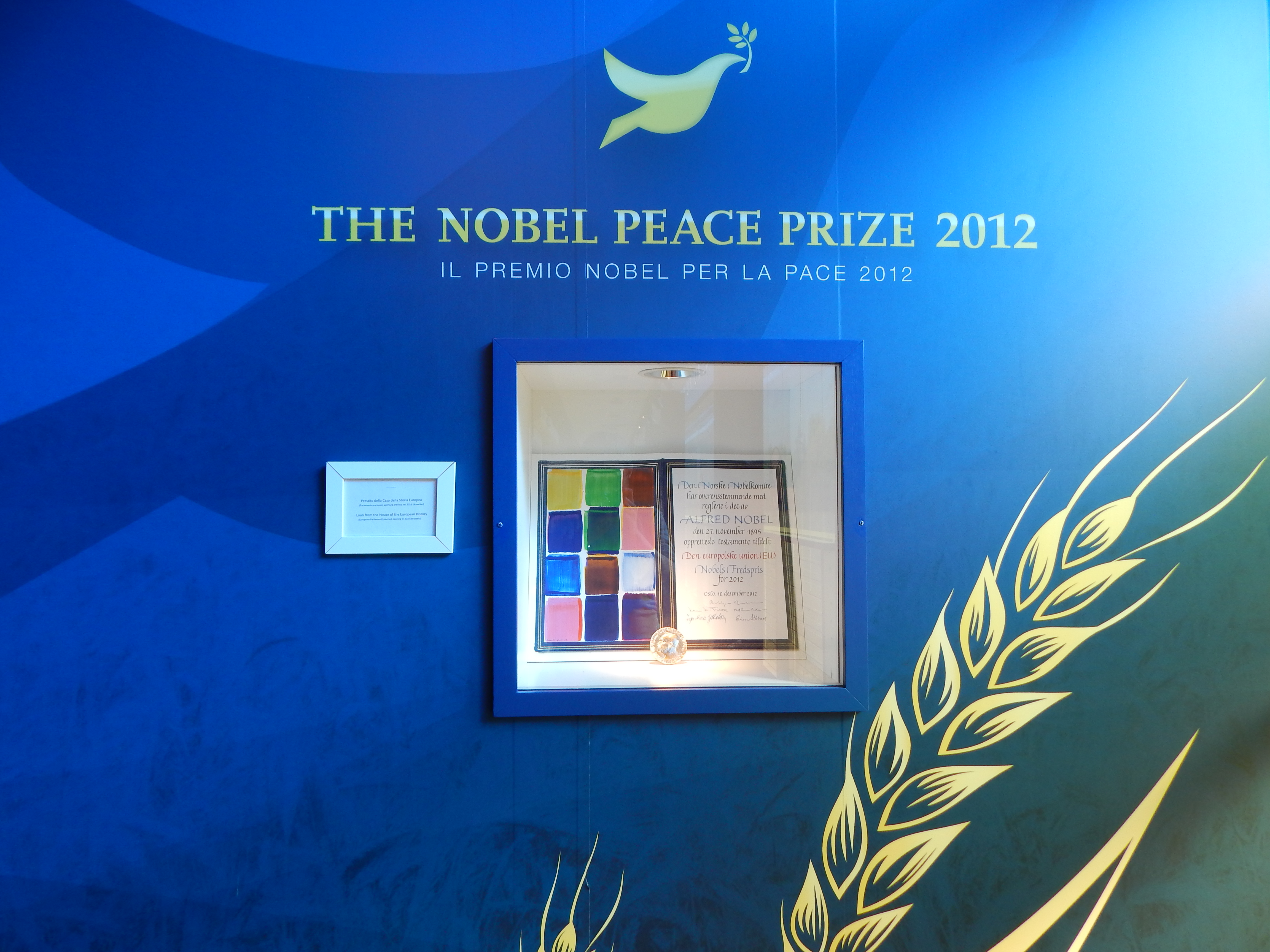
Le prix présenté au public lors de l'exposition universelle de Milan en 2015.

### Réactions officielles
Organisations internationales
- Union européenne : Au niveau européen, on se félicite de l'obtention du prix Nobel et de la reconnaissance accordée aux efforts déployés dans la construction européenne et dans la réalisation de l'objectif premier de la CECA et de ses successeurs. Herman Van Rompuy (président du Conseil européen) salue la décision du comité Nobel de reconnaitre à l'UE d'avoir réussi « à surmonter la guerre et les divisions pour former ensemble un continent de paix et de prospérité » ; José Manuel Barroso (président de la Commission européenne) parle d'un « grand honneur [...] pour les 500 millions de citoyens européens et l'ensemble des institutions européennes » et Martin Schulz (président du Parlement européen), se dit « touché et honoré[6] ».
- ONU : Le Secrétaire général, Ban Ki-moon, a salué la décision dans un communiqué et a souligné le rôle de l'Union européenne pour aider à construire la paix, promouvoir droits de l'homme et soutenir le développement économique et social à travers le monde. Il a qualifié la récompense de « reconnaissance richement méritée de ses réalisations et de son importance en Europe et dans le monde »[7].
- OTAN : Le secrétaire général, Anders Fogh Rasmussen, a expliqué dans un communiqué que l'« UE a joué un rôle majeur pour cicatriser les blessures de l'Histoire et promouvoir la paix, la réconciliation et la coopération dans toute l'Europe »[8].

Pays membres de l'Union européenne
- Allemagne : Le président, Joachim Gauck, a interprété l'attribution du prix à l'UE comme « un grand encouragement dans les moments difficiles » et déclaré que l'UE était « un projet unique de paix et de liberté »[9]. La chancelière, Angela Merkel, a ajouté qu'il « mettait à l'honneur l'idée même de l'intégration européenne »[8]. Le ministre des Affaires étrangères, Guido Westerwelle, a rappelé que l'intégration européenne était le projet le plus réussi pour la paix dans l'Histoire[10]. L'ancien chancelier Helmut Kohl, artisan de la réunification allemande, a salué cette attribution, estimant, dans un communiqué, qu'il s'agissait d'« une consécration du projet européen pour la paix »[8].
- Autriche : Le président, Heinz Fischer, a déclaré que le prix était « une grande nouvelle pour l'Europe », ajoutant que « nous avions toujours considéré l'Europe unie comme un projet de paix, et la grande reconnaissance de cette idée par le comité du prix Nobel nous donnait la confiance et le courage de continuer à travailler sur le projet européen de paix »[11].
- Belgique : Le Premier ministre, Elio Di Rupo, a déclaré que « ce choix montrait que le projet européen continuait d'inspirer le Monde d'aujourd'hui » et qu'il était « un exemple pour le monde d'un dialogue pacifique et de la prévention des conflits »[12].
- Croatie : La ministre des Affaires étrangères, Vesna Pusić, a salué l'UE pour son rôle dans le maintien « d'une paix durable dans une région qui a eu des guerres presque continuellement depuis des siècles ».
- Danemark : Le ministre pour l'Europe, Nicolai Wammen, a déclaré que l'attribution du prix était « pleinement méritée, parce que l'UE a été un projet de paix depuis le début La coopération européenne »[13].
- Espagne : Le Premier ministre, Mariano Rajoy, a déclaré que le prix était « une excellente nouvelle », ajoutant que l'UE servait de stimulant pour la poursuite de la consolidation des politiques économiques et monétaires en Europe[14].
- Finlande : Le président, Sauli Niinistö, a déclaré que le prix était « une reconnaissance magnifique pour l'UE, qui a travaillé dur pour la paix et apporté les vertus de la tradition européenne au monde extérieur ». Le Premier ministre, Jyrki Katainen, a déclaré qu'« il y avait toutes les raisons d'être heureux que nous puissions participer à l'intégration, à la construction de la stabilité et au renforcement du projet de paix européen ».
- France : Le président, François Hollande, a déclaré que le prix était un « grand honneur », ajoutant que « grâce à ce prix, chaque Européen pouvait se sentir fier d'être un membre d'une union qui a été capable de faire la paix entre les peuples qui pendant longtemps se sont affrontés et de construire une communauté fondée sur des valeurs de démocratie, de liberté et de solidarité »[8]. Les anciens présidents Valéry Giscard d'Estaing et Jacques Chirac ont également salué « l'œuvre immense de plusieurs générations de femmes et d'hommes qui ont su bâtir un continent de paix et de concorde après tant de siècles d'affrontements »[8].
- Hongrie : Le Premier ministre, Viktor Orbán, a dit que l'UE méritait le prix Nobel de la paix et qu'elle représentait la coexistence pacifique de pays autrefois hostiles[15].
- Italie : Le président du Conseil, Mario Monti, a salué la décision et a déclaré que l'expérience de l'UE « suscitait un intérêt grandissant dans d'autres régions du monde, était citée comme exemple et souvent admirée et imitée »[8].
- Irlande : Le Tánaiste (et ministre des Affaires étrangères et du commerce), Eamon Gilmore, a « accueilli chaleureusement » la décision, affirmant que « l'UE avait été processus de paix le plus réussi »[16].
- Luxembourg : Le Premier ministre, Jean-Claude Juncker, a précisé qu'« il était parfois utile d'obtenir une telle reconnaissance de l'extérieur afin de se rappeler pourquoi nous sommes considérés comme un modèle pour les autres »[17].
- Pays-Bas : Le Premier ministre, Mark Rutte, a déclaré que le prix était une «grande reconnaissance du rôle majeur historique de l'Union européenne a joué dans la paix, la sécurité et la démocratie[18].
- Pologne : Le ministre des Affaires étrangères, Radosław Sikorski, a publié une déclaration disant que « le prix Nobel de la paix signifiait que l'intégration européenne était une garantie de paix dans la région »[19].
- République tchèque : Le président, Václav Klaus, a qualifié la décision de « grave erreur », ajoutant que ce serait logique, si le prix était remis à une personne à la place d'une organisation. Selon ses déclarations, « le fait de l'attribuer à une institution bureaucratique en faisait un prix vide »[20].
- Royaume-Uni : Le gouvernement britannique a publié une déclaration, reconnaissant que « le prix reconnaissait le rôle historique de l'UE dans la promotion de la paix et de la réconciliation en Europe, notamment à travers son élargissement à l'Europe centrale et orientale »[21].
- Slovénie : Le président, Danilo Türk, a déclaré que le prix était mérité parce que l'UE était le « projet de paix le plus réussi dans l'histoire de l'humanité ». Le président du gouvernement, Janez Janša, a déclaré que « la paix était l'un des éléments fondateurs de l'UE » et que ce prix était un rappel de la paix en tant que valeur commune[22].
- Suède : Le ministre des Affaires étrangères, Carl Bildt, a déclaré que le prix était « hautement mérité et très important ».

Pays candidats à l'adhésion à l'Union européenne
- Albanie : Le ministre des Affaires étrangères de l'Albanie, Edmond Panariti, a déclaré que la reconnaissance à Oslo était une « grande responsabilité qui devrait encourager la volonté d'élargissement ».
- Bosnie-Herzégovine : La Présidence de la Bosnie-Herzégovine, représentée par Bakir Izetbegović, a déclaré que le prix « devait être une impulsion forte pour les pays de l'UE à surmonter les problèmes bâton et à poursuivre les efforts d'élargissement ».
- Kosovo : Le ministre des Affaires étrangères, Enver Hoxhaj, a déclaré que « l'attribution du prix Nobel de la paix à l'UE nous rendait fiers et nous motivait à poursuivre les réformes afin que le Kosovo devienne membre de l'Union ».
- Macédoine : Le président, Gjorge Ivanov, a déclaré que le prix a récompensé le projet de « peuples fédérateurs dans leurs efforts mutuels pour la liberté, la solidarité et la prospérité ».
- Monténégro : Le ministre des Affaires étrangères, Nebojša Kaludjerović, a déclaré que « l'idée d'unir les pays européens avec toutes leurs différences était la meilleure preuve que l'UE était digne de ce prix ».
- Serbie : Le président du gouvernement de Serbie, Ivica Dačić, a félicité l'UE, exprimant l'espoir qu'elle parviendra à préserver son unité.

Autres pays
- États-Unis : La secrétaire d'État, Hillary Clinton a déclaré qu'« il était remarquable de voir comment l'Europe du XXIe siècle était unie et en paix et que cela n'était pas le fruit d'une coïncidence »[8].
- Norvège : Le Premier ministre, Jens Stoltenberg, a félicité l'UE pour son prix, tout en excluant de nouveau une adhésion de son pays. « Il est possible de féliciter l'UE pour ce prix de la paix, de reconnaître son rôle de faiseur de paix et de distinguer cela de la question de la relation de la Norvège avec l'UE. »[8].

### Réactions des citoyens européens
Une enquête statistiques (étude Eurobaromètre de décembre 2012) menée sur un panel de 25 600 citoyens européens issus des 27 États membres, pour le compte de la Commission européenne traite spécifiquement du sujet. L'étude montre qu'une majorité des personnes interrogées est informée de la distinction reçue par l'UE pour son action en faveur de la paix et de la démocratie (72 %), avec des disparités selon les États membres et le mode d'information par lequel ils l'ont appris. D'une manière générale, les citoyens sont d'accord avec le fait d'attribuer le prix Nobel de la Paix à l'UE (20 % tout à fait d'accord et 39 % plutôt d'accord, 32 % pas d'accord) ; idem en ce qui concerne le fait que « la paix et la démocratie soient les plus grandes réussites de l'UE » (36 % tout à fait d'accord et 39 % plutôt d'accord, 22 % pas d'accord). Les réactions des citoyens véhiculées dans les médias sont partagées et font ressortir des éléments du contexte économique et social des différents pays (crise de la dette dans la zone euro, crise économique mondiale, etc.). Le comité Nobel ajoute dans sa déclaration que « l'UE traverse de graves difficultés économiques et des troubles sociaux considérables ».
Dix ans après l'obtention du prix Nobel, alors que l'Ukraine avait entamé un processus de rapprochement avec l'Union européenne, l'invasion de l'Ukraine par la Russie menace la stratégie européenne de maintien de la paix au sein de ses frontières.